# Distrito de Dauphin
Dauphin fue un distrito administrativo localizado al noreste de la isla de Santa Lucía, un pequeño país insular de las Antillas Menores en el mar Caribe. La cabecera distrital era la población de Dauphin (14°02′N, 60°54′O).
El distrito de Dauphin fue disuelto en 2014, pasando a formar parte del distrito de Gros Islet.